# Jacques Cloutier
Jacques Cloutier, född 3 januari 1960, är en kanadensisk före detta professionell ishockeymålvakt som tillbringade tolv säsonger i den nordamerikanska ishockeyligan National Hockey League (NHL), där han spelade för ishockeyorganisationerna Buffalo Sabres, Chicago Blackhawks och Quebec Nordiques. Han släppte in i genomsnitt 3,64 mål per match och hade tre nollor (inte släppt in ett mål under en match) på 255 grundspelsmatcher. Cloutier spelade också på lägre nivåer för Rochester Americans i American Hockey League (AHL) och Draveurs de Trois-Rivières i Ligue de hockey junior majeur du Québec (LHJMQ).
Han draftades i tredje rundan i 1979 års draft av Buffalo Sabres som 55:e spelare totalt.
Efter den aktiva spelarkarriären har han varit assisterande tränare för Cornwall Aces (1994-1996), Colorado Avalanche (1995-2009), ZSC Lions (2011-2012) och Calgary Flames (2012-2016). Han var också målvaktstränare åt Nordiques när han var assisterande tränare för Aces och fortsatte att vara det när Nordiques blev Avalanche inför säsongen 1995-1996, en debutsäsong som kunde inte sluta bättre för Avalanche och Cloutier när de vann sin första Stanley Cup. Cloutier vann en andra med Avalanche när de besegrade New Jersey Devils i Stanley Cup-finalserien för säsongen 2000-2001.